# FC 서울 U-12팀
FC 서울 U-12팀은 FC 서울의 12세 이하 유스팀이다.
2014년 10월부터 Future of FC 서울 유소년 축구교실 회원과 지원자들을 대상으로 선수 선발과 준비작업을 거쳐 2014년 12월 창단하였다.

## 우승 기록
- 금석배 전국초등학생축구대회

 우승 (1): 2016
- 화랑대기 전국유소년축구대회 (E그룹)

 우승 (1): 2018
- 따오기배 전국유소년축구대회 (B그룹)

 우승 (1): 2019
- 서울특별시축구협회장배 축구대회 [초등부]

 우승 (1): 2022

## 선수단

### 현재 소속 선수
2025년 1월 1일 기준
| 배번 | 포지션 | 국적     | 이름   |
| ---- | ------ | -------- | ------ |
| 1    | GK     | 대한민국 | 김도윤 |
| 2    | DF     | 대한민국 | 하정우 |
| 3    | DF     | 대한민국 | 김리오 |
| 4    | DF     | 대한민국 | 김찬우 |
| 5    | DF     | 대한민국 | 강민재 |
| 6    | MF     | 대한민국 | 김종우 |
| 7    | DF     | 대한민국 | 이대후 |
| 8    | MF     | 대한민국 | 김승주 |
| 9    | FW     | 대한민국 | 곽태준 |
| 10   | MF     | 대한민국 | 황주하 |
| 11   | DF     | 대한민국 | 김민환 |
| 13   | MF     | 대한민국 | 이영준 |
| 15   | FW     | 대한민국 | 서준   |
| 17   | FW     | 대한민국 | 최강   |
| 18   | MF     | 대한민국 | 장주영 |
| 20   | MF     | 대한민국 | 이효인 |
| 21   | GK     | 대한민국 | 이우찬 |
| 34   | DF     | 대한민국 | 한지원 |
| 71   | FW     | 대한민국 | 이준   |
| 77   | DF     | 대한민국 | 김지오 |
| 99   | MF     | 대한민국 | 최민기 |

## 코칭스태프
| 직위        | 이름   | 비고 |
| ----------- | ------ | ---- |
| 감독        | 서기만 |      |
| 코치        | 홍지윤 |      |
| 골키퍼 코치 | 홍지윤 |      |

## 같이 보기
- FC 서울
- FC 서울 2군
- 오산고등학교 축구부
- 오산중학교 축구부
- Future of FC 서울
- FC 서울 아카데미